# Coleophora oranella
Coleophora oranella é uma espécie de mariposa do gênero Coleophora pertencente à família Coleophoridae.